# 藤原貞本
藤原 貞本（ふじわら の さだもと）は、平安時代初期の貴族。藤原式家、中納言・藤原縄主の子。官位は正五位下・大蔵大輔。

## 経歴
平城朝の大同3年（808年）正月に従五位下に叙爵後、左兵衛佐次いで左近衛少将と武官を歴任する。大同4年（809年）11月には右近衛中将・藤原真夏や左馬頭・藤原真雄らとともに摂津国豊島・為奈の野地と、平城旧京内に建造する平城上皇の宮殿の敷地の占定を行っている。
嵯峨朝に入り、弘仁元年（810年）薬子の変が発生すると、母の薬子は自殺、叔父の仲成は射殺され、貞本も連座して飛騨権守に左遷された。
仁明朝初頭の天長10年（833年）大赦が行われ、薬子の変で配流された者が近国へ移されるが、貞本は特別に帰京を許される。承和13年（846年）38年ぶりに昇叙され従五位上となり、翌承和14年（847年）大蔵大輔に任ぜられる。嘉祥3年（850年）仁明天皇の葬儀に際して装束司を務めた。
文徳朝の仁寿3年（853年）正五位下に至る。

## 官歴
『六国史』による。
- 時期不詳：正六位上。内蔵助
- 大同3年（808年） 正月25日：従五位下。日付不詳：左兵衛佐。11月27日：兼但馬介、内蔵助如故
- 大同4年（809年） 11月5日：見左近衛少将
- 弘仁元年（810年） 9月10日：飛騨権守
- 天長10年（833年） 6月9日：帰京（大赦）
- 承和13年（846年） 正月7日：従五位上
- 承和14年（847年） 2月11日：大蔵大輔
- 嘉祥3年（850年） 3月22日：装束司（仁明天皇崩御）
- 仁寿3年（853年） 正月7日：正五位下

## 系譜
『尊卑分脈』による。
- 父：藤原縄主
- 母：藤原薬子 - 藤原種継の娘
- 妻：橘島田麻呂の娘
  - 男子：藤原正世
  - 男子：藤原正峯